# Lake James
Lake James ist ein Stausee im US-Bundesstaat North Carolina. Der See hat bei Vollstau eine Fläche von etwa 27,6 km². Er befindet sich in den Countys Burke und McDowell.
Der Lake James ist der oberste Stausee im Flusssystem des Catawba Rivers und wird von drei Staudämmen gestaut:
- Linville Dam: 48,8 m Höhe und 404 m Länge
- Paddy Creek Dam: 50,3 Meter Höhe und 490,7 m Länge
- Catawba Dam: 45,7 Meter Höhe und 961,6 m Länge

Die benachbarten Staudämme Linville und Paddy Creek versperren die Abflüsse von Paddy Creek und Linville River, weiter südlich der Catawba Dam den des Catawba Rivers. Das südliche Staubecken des Catawba Rivers und das nördliche Linville-Paddy-Creek-Becken sind durch eine weniger als 100 m breite Passage verbunden. Dort überbrückt auch der North Carolina Highway 126 den See.
Errichtet wurde der Lake James zwischen 1916 und 1923 von Duke Energy. Er ist nach James Buchanan Duke, einem Mitbegründer des Unternehmens benannt. Der Stausee dient der Stromerzeugung, das Krafthaus steht unterhalb des Linville-Staudamms. Die Bridgewater Hydro Station, benannt nach einem Bahndepot der Southern Railway, hat eine Leistung von 20 MW und ging 1919 in Betrieb.
Neben der Elektrizitätsproduktion ist der See auch ein Erholungsgebiet. Große Bereiche des Nordwestufers gehören zum Lake James State Park.